# Granica brytyjsko-cypryjska (wokół Akrotiri i Dhekelii)
Cypr graniczy z Wielką Brytanią poprzez brytyjskie bazy wojskowe Akrotiri i Dhekelia, znajdujące się na terytorium wyspy. Granica istnieje od 1960 roku, kiedy to Cypr uzyskał niepodległość od Wielkiej Brytanii.